# Meus Prêmios Nick all'artista televisiva
Il Meus Prêmios Nick all'artista televisiva (Artista de TV feminina) è un premio assegnato annualmente ai Meus Prêmios Nick all'attrice televisiva preferita dai telespettatori del canale Nickelodeon Brasile.
Nella prima edizione del 2000 la categoria ha assunto il nome di "Miglior attrice" (Melhor atriz) e dal 2001 al 2014 "Attrice preferita" (Atriz favorita). Dopo essere stata cancellata per l'edizione successiva, la categoria ritorna nel 2019 con l'attuale denominazione.

## Vincitori e candidati
I vincitori sono indicati in grassetto.

### 2000
- 2000
  - Mariana Ximenes - Uga-Uga
- 2001
  - Sandy Leah Lima - Estrela-Guia
- 2002
  - Giovanna Antonelli - O clone
- 2003
  - Carolina Dieckman - Mulheres Apaixonadas
- 2004
  - Deborah Secco - Celebridade
- 2005
  - Juliana Silveira - Floribella
- 2006
  - Mariana Ximenes - Cobras & Lagartos
  - Carolina Dieckmann - Cobras & Lagartos
  - Cláudia Raia - Belíssima
  - Luiza Valdetaro - Malhação
- 2007
  - Taís Araújo - Cobras & Lagartos
  - Alessandra Negrini - Paraíso Tropical
  - Fernanda Vasconcellos - Páginas da Vidaì
  - Flávia Alessandra - Pé na Jaca
- 2008
  - Isis Valverde - Beleza Pura
  - Mariana Rios - Malhação
  - Mariana Ximenes - A Favorita
  - Nathalia Dill - Malhação
- 2009 
  - Patrícia Pillar - A Favorita
  - Nathalia Dill - Paraíso
  - Micaela Castellotti - Isa TVB
  - Marjorie Estiano - Caminho das Índias

### 2010
- 2010
  - María Gabriela de Faría - Isa TVB
  - Alinne Moraes - Viver a Vida
  - Cristiana Peres - Malhação
  - Fernanda Vasconcellos - Tempos Modernos
- 2011
  - Sophia Abrahão - Rebelde
  - Bianca Bin - Cordel Encantado
  - Eiza González - Sueña Conmigo
  - Cláudia Raia - Ti Ti Ti
- 2012
  - Isabella Castillo - Grachi
  - Débora Falabella - Avenida Brasil
  - Lua Blanco - Rebelde
  - Mariana Lessa - Julie - Il segreto della musica
- 2013
  - Giovanna Antonelli - Salve Jorge
  - Isabelle Drummond - Sangue Bom
  - Paulina Goto - Miss XV - MAPS
  - Tatá Werneck - Amor à vida
- 2014
  - Tatá Werneck - Amor à vida
  - Bruna Marquezine - Em família
  - Isabelle Drummond - Geração Brasil
  - Marina Ruy Barbosa - Império
- 2019
  - Marina Ruy Barbosa
  - Isabela Souza
  - Maia Reficco
  - Maisa Silva

### 2020
- 2020
  - Marina Ruy Barbosa
  - Maisa Silva
  - Larissa Manoela
  - Sophia Valverde
- 2021
  - Tatá Werneck
  - Flavia Pavanelli
  - Isis Valverde
  - Maisa Silva